# 小島瓔礼
小島 瓔礼（小島 瓔禮、こじま よしゆき、1935年4月5日 - 2025年5月13日）は、日本の神話・民俗学者。琉球大学名誉教授。

## 生涯
神奈川県出身。神奈川県立厚木高等学校を経て國學院大學文学部卒、1963年同大学院国文学博士課程満期退学、琉球大学教育学部助教授、教授。2001年定年退官、名誉教授。1976年武田祐吉博士記念賞受賞。2000年、第39回柳田賞受賞。
2025年5月13日、神奈川県愛川町の自宅で死去した。90歳没。

## 著書
- 『日本の神話 国生み・神生みの物語』筑摩書房 世界の神話 1983
- 『琉球学の視角』柏書房 1983
- 『中世唱導文学の研究』泰流社 1987
- 『太陽と稲の神殿 伊勢神宮の稲作儀礼』白水社 1999
- 『猫の王 猫はなぜ突然姿を消すのか』小学館 1999
  - 『猫の王　猫伝承とその源流』角川ソフィア文庫 2024.4
- 『歌三絃往来 三絃音楽の伝播と上方芸能の形成』榕樹書林 琉球弧叢書 2012
- 『中世の村への旅　柳田國男『高野山文書研究』『三倉沿革』をめぐって』アーツアンドクラフツ 2020

### 共著・編著
- 『首里城正殿の鐘と墨絵「光と影の世界」 南海梵鐘の世紀』金城美智子共著 沖縄総合図書 1991
- 『人・他界・馬 馬をめぐる民俗自然誌』編著 東京美術 1991
- 『蛇の宇宙誌 蛇をめぐる民俗自然誌』編著 東京美術 1991
  - 『蛇の神　蛇信仰とその源泉』角川ソフィア文庫 2024.11

### 校注・編纂
- 『風土記』校注 角川文庫 1970
- 『全国昔話資料集成 35 武相昔話集 神奈川』編 岩崎美術社 1981
- 『図説日本の古典 3 日本霊異記』共著 集英社 1981
- 『神道大系 神社編 52 沖縄』校注 神道大系編纂会 1982

## 論文
- ＜小島瓔礼